# Vallereuil
Vallereuil település Franciaországban, Dordogne megyében. Lakosainak száma 261 fő (2022. január 1.). Vallereuil Neuvic, Grignols, Saint-Jean-d’Estissac és Saint-Séverin-d’Estissac községekkel határos.

## Népesség
A település népessége az elmúlt években az alábbi módon változott:
| Lakosok száma | 248  | 252  | 232  | 277  | 285  | 296  | 288  | 270  | 267  | 261  |
|               | 1968 | 1982 | 1990 | 2006 | 2013 | 2015 | 2017 | 2019 | 2020 | 2022 |